# Ablington (Gloucestershire)
Ablington – wieś w Anglii, w hrabstwie Gloucestershire. Leży 30 km na wschód od miasta Gloucester i 123 km na zachód od Londynu.